# Austroasca conspersa
Austroasca conspersa är en insektsart som först beskrevs av Melichar 1914.  Austroasca conspersa ingår i släktet Austroasca och familjen dvärgstritar. Inga underarter finns listade i Catalogue of Life.